# Temnosternus niveoscriptus
Temnosternus niveoscriptus är en skalbaggsart som beskrevs av Mckeown 1942. Temnosternus niveoscriptus ingår i släktet Temnosternus och familjen långhorningar. Inga underarter finns listade i Catalogue of Life.